# Campionati europei di ciclismo su pista 2020 - Scratch maschile
La scratch maschile ai Campionati europei di ciclismo su pista 2020 si è svolta il 12 novembre 2020 presso il velodromo Kolodruma di Plovdiv, in Bulgaria.

## Podio
| Pos.    | Atleta       | Nazionalità   |
| ------- | ------------ | ------------- |
| Oro     | Iúri Leitão  | Portogallo    |
| Argento | Roman Gladyš | Ucraina       |
| Bronzo  | Oliver Wood  | Gran Bretagna |

## Risultati
60 giri (15 km)
| Posizione | Atleta               | Nazione       | Gap in giri |
| --------- | -------------------- | ------------- | ----------- |
| 1         | Iúri Leitão          | Portogallo    |             |
| 2         | Roman Gladyš         | Ucraina       |             |
| 3         | Oliver Wood          | Gran Bretagna |             |
| 4         | Eduard-Michael Grosu | Romania       | –1          |
| 5         | Christos Volikakis   | Grecia        | –1          |
| 6         | Sergej Rostovcev     | Russia        | –1          |
| 7         | Daniel Staniszewski  | Polonia       | –1          |
| 8         | Tristan Marguet      | Svizzera      | –1          |
| 9         | Jaŭheni Karalëk      | Bielorussia   | –1          |
| 10        | Sebastián Mora       | Spagna        | –1          |
| 11        | Matteo Donegà        | Italia        | –1          |
| 12        | Krisztian Lovassy    | Ungheria      | –1          |
| 13        | Andreas Müller       | Austria       | –1          |
| 14        | Daniel Babor         | Rep. Ceca     | –1          |
| 15        | Itamar Einhorn       | Israele       | –1          |
| 16        | Justas Beniusis      | Lituania      | –2          |
| 17        | Nikolay Genov        | Bulgaria      | –2          |
| DNF       | Stefan Michalicka    | Slovacchia    | –2          |
| DNF       | Ziga Jerman          | Slovenia      | –2          |
| DNF       | Vitalijs Korņilovs   | Lettonia      | –2          |

Nota: DNF ritirati